# Priacanthidae
Famille
Les Priacanthidae  sont une famille de poissons marins de l'ordre des Perciformes représentée par quatre genres et 19 espèces habituellement nommées « beauclaire » en français.

## Description

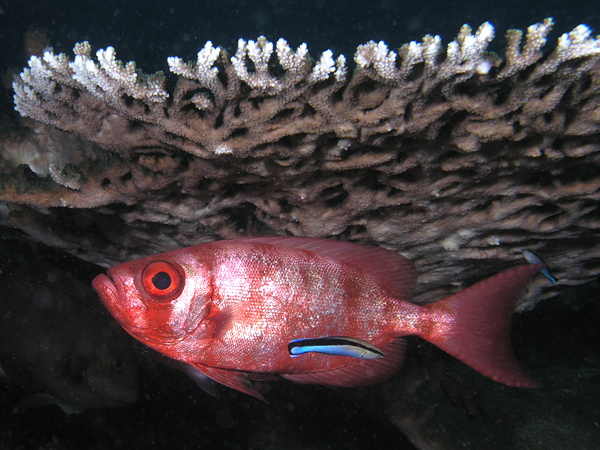
Un Priacanthus hamrur se fait nettoyer au Komodo.

Il s'agit de poissons de taille moyenne (20 à 50 cm selon les espèces) à la coloration chatoyante et présentant un œil particulièrement grand qui leur a valu leurs noms communs anglais bigeye, bullseye.

## Liste des genres
Selon FishBase (1 mars 2014) :
- genre Cookeolus
  - Cookeolus japonicus
- genre Heteropriacanthus
  - Heteropriacanthus cruentatus
- genre Priacanthus
  - Priacanthus alalaua Jordan & Evermann, 1903
  - Priacanthus arenatus Cuvier, 1829
  - Priacanthus blochii Bleeker, 1853
  - Priacanthus fitchi Starnes, 1988
  - Priacanthus hamrur
  - Priacanthus macracanthus Cuvier, 1829
  - Priacanthus meeki Jenkins, 1903
  - Priacanthus nasca Starnes, 1988
  - Priacanthus prolixus Starnes, 1988
  - Priacanthus sagittarius Starnes, 1988
  - Priacanthus tayenus Richardson, 1846
  - Priacanthus zaiserae Starnes & Moyer, 1988
- genre Pristigenys
  - Pristigenys alta
  - Pristigenys meyeri
  - Pristigenys niphonia
  - Pristigenys refulgens
  - Pristigenys serrula

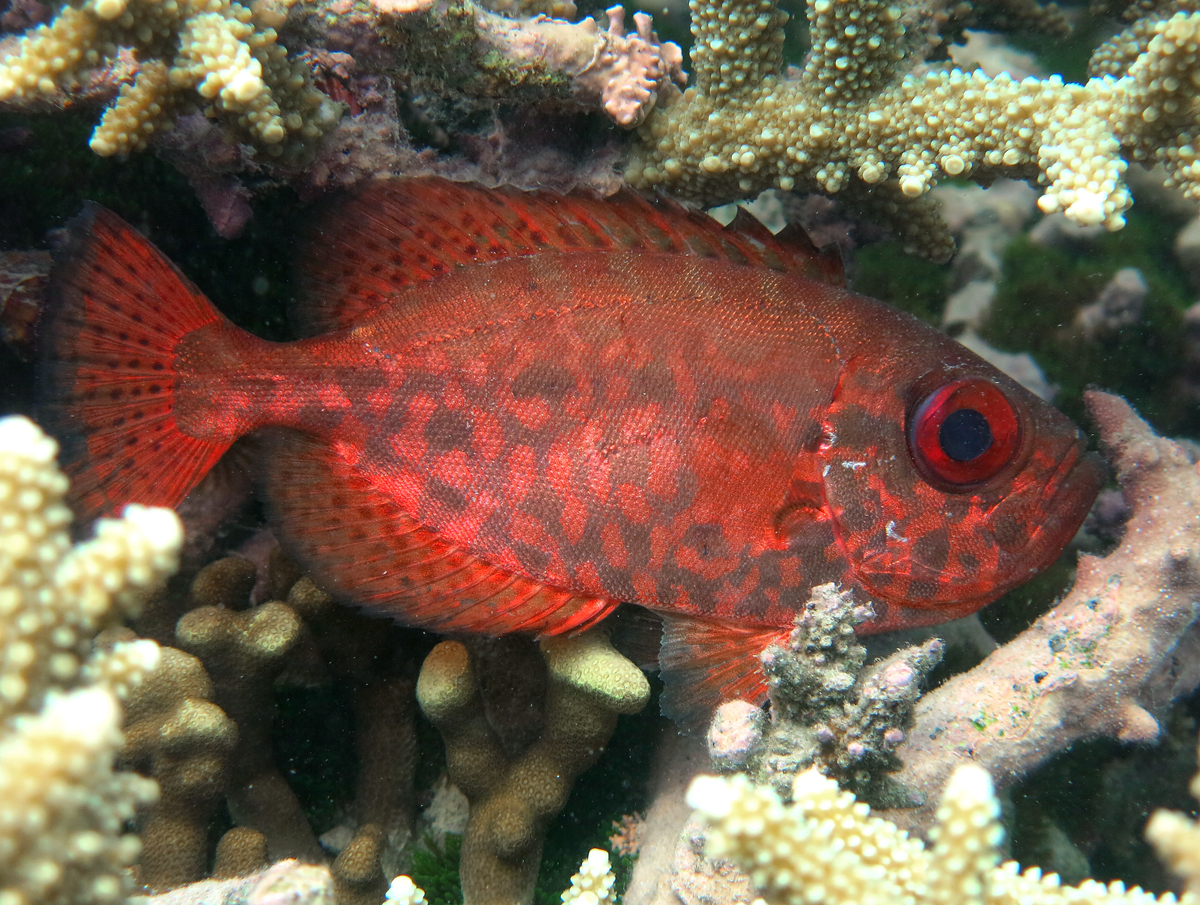
Heteropriacanthus cruentatus.
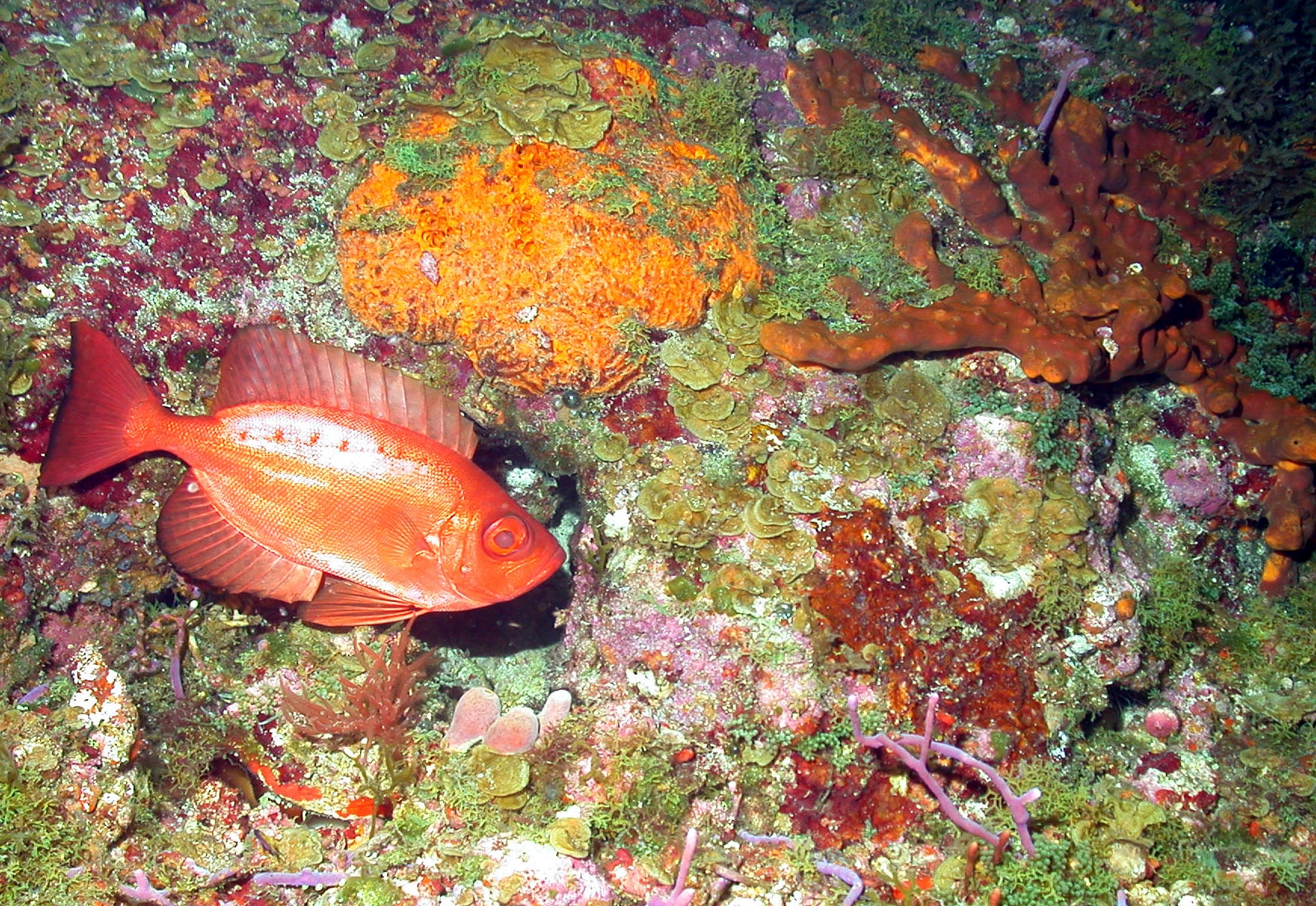
Priacanthus arenatus.
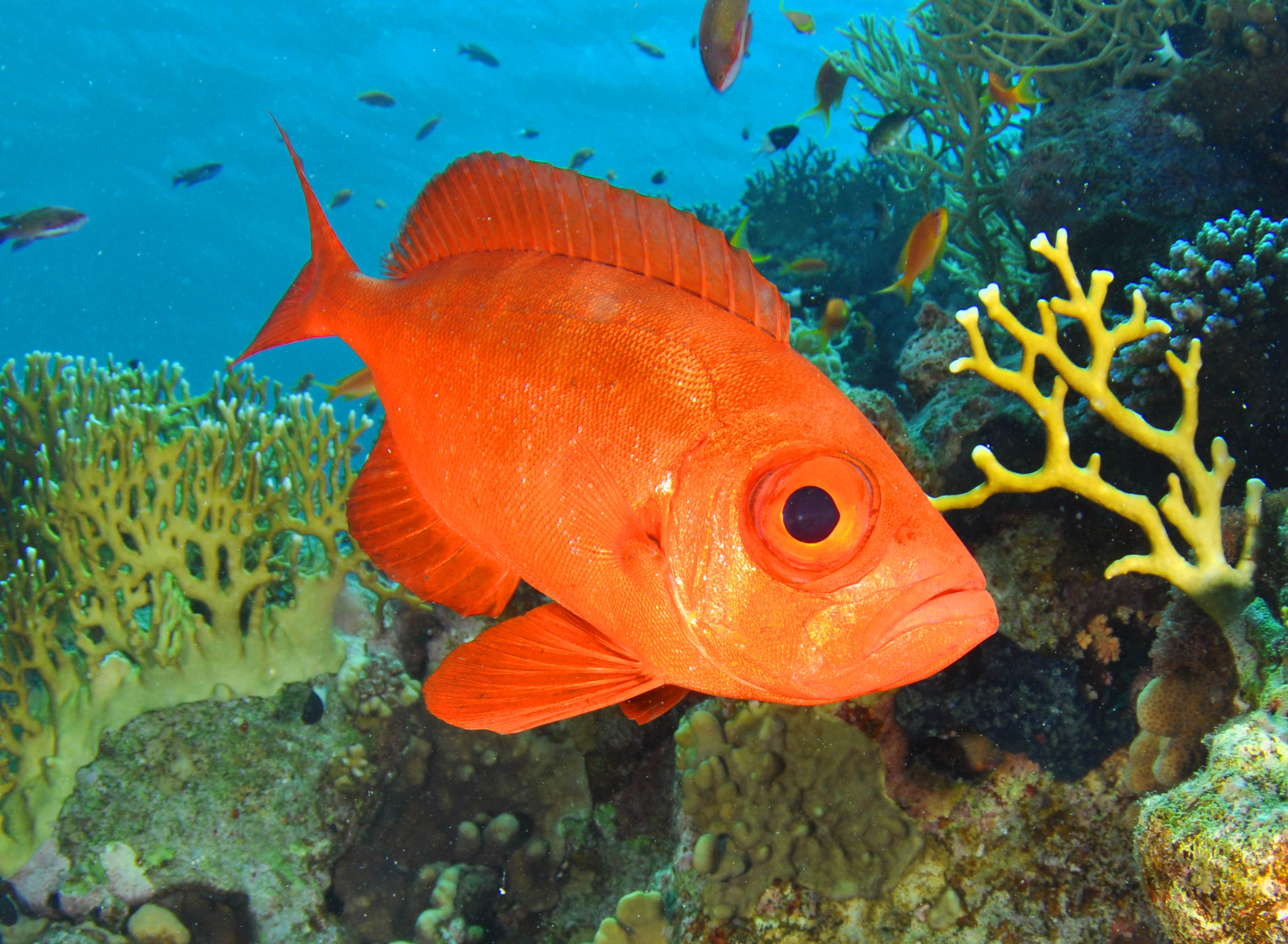
Priacanthus blochii.
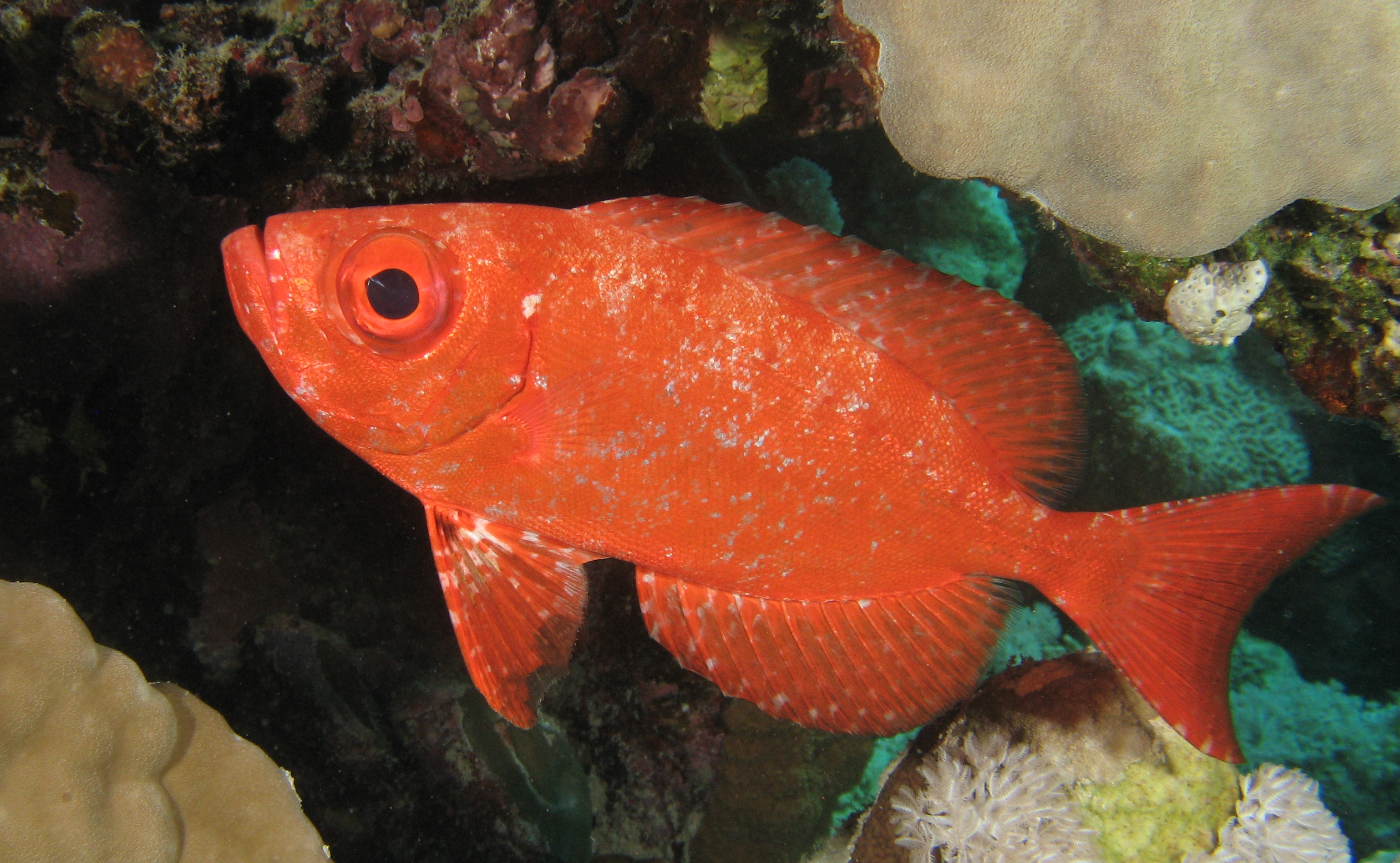
Priacanthus hamrur.
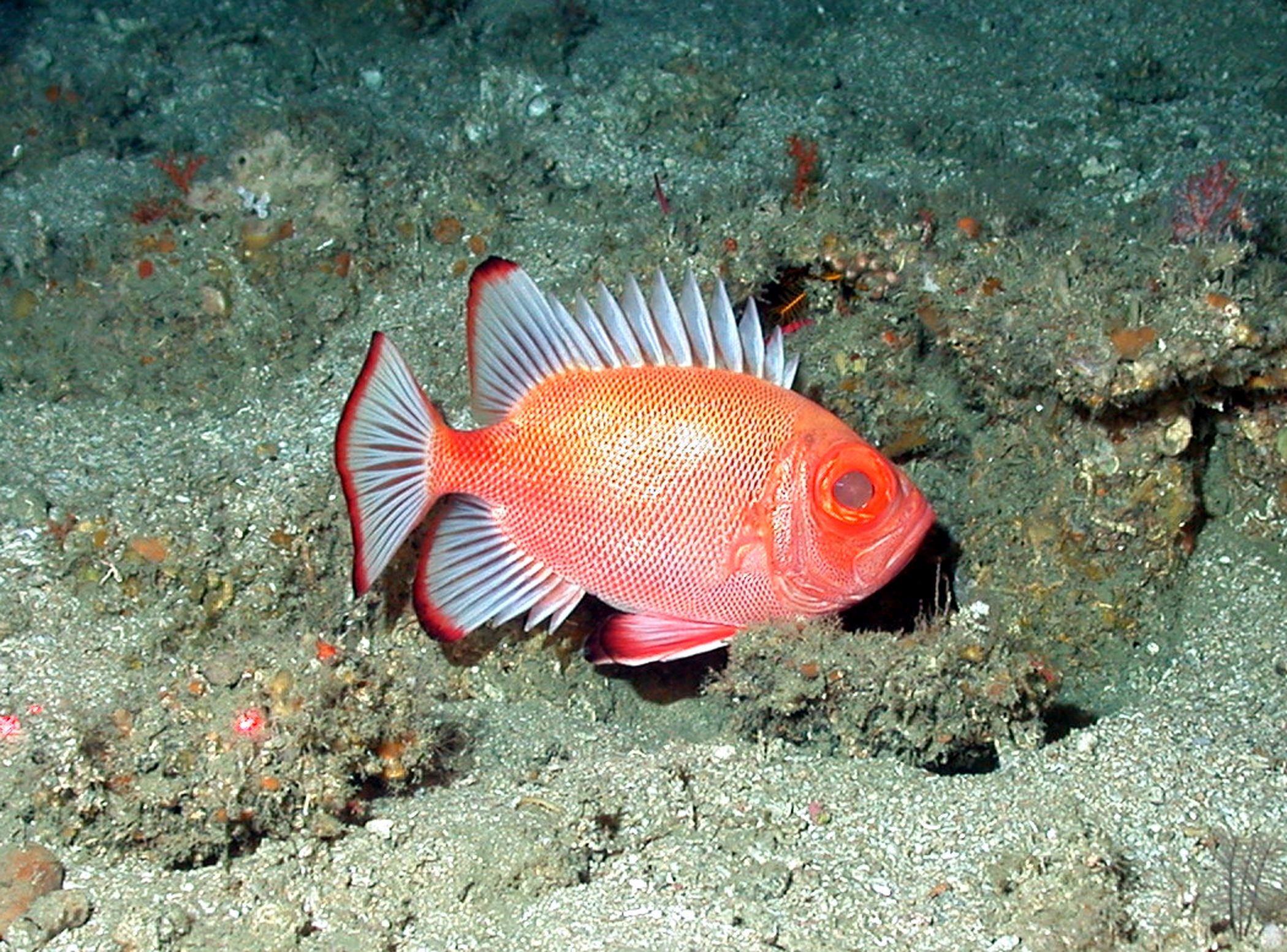
Pristygenys alta.
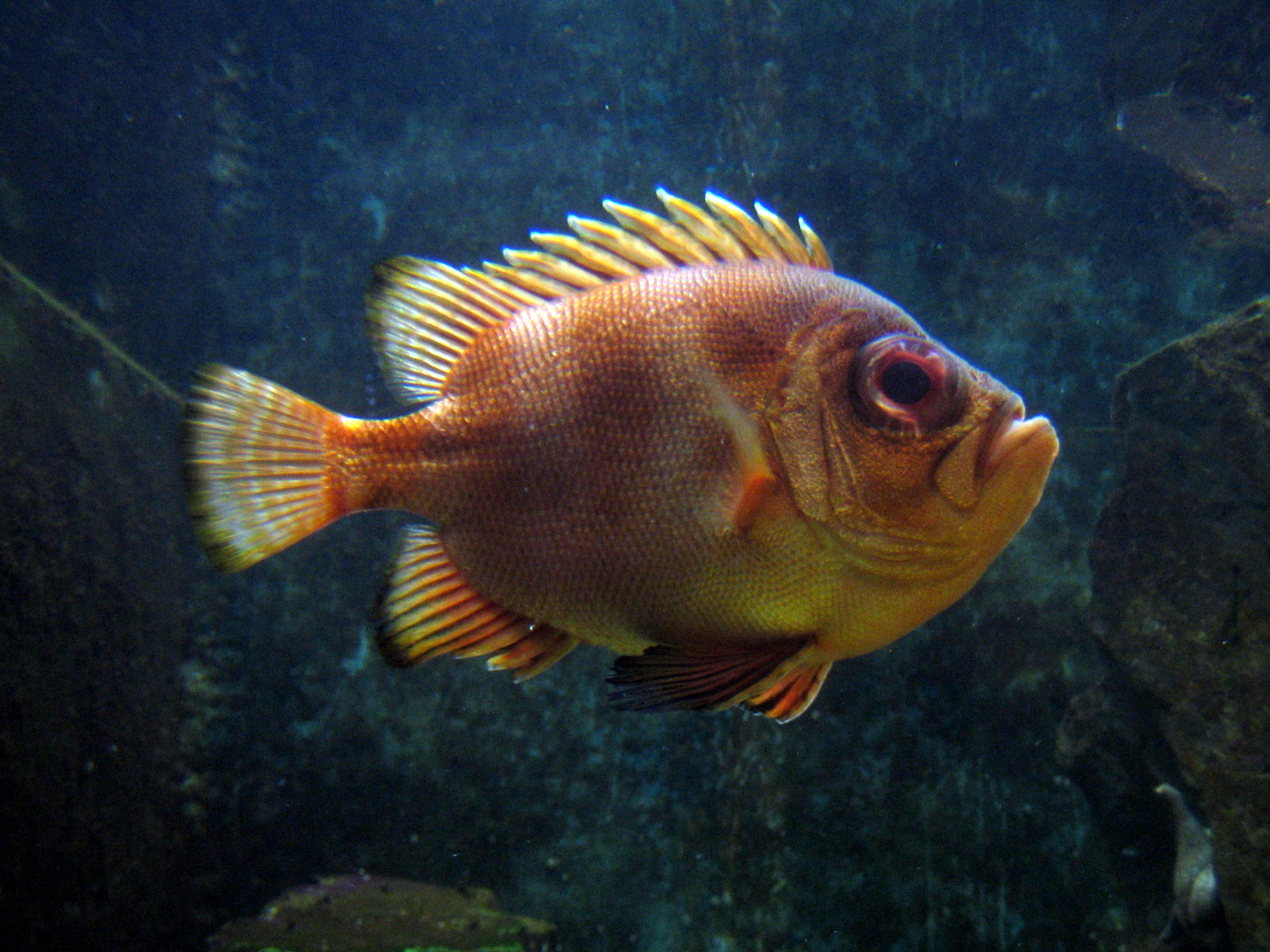
Pristigenys serrula.
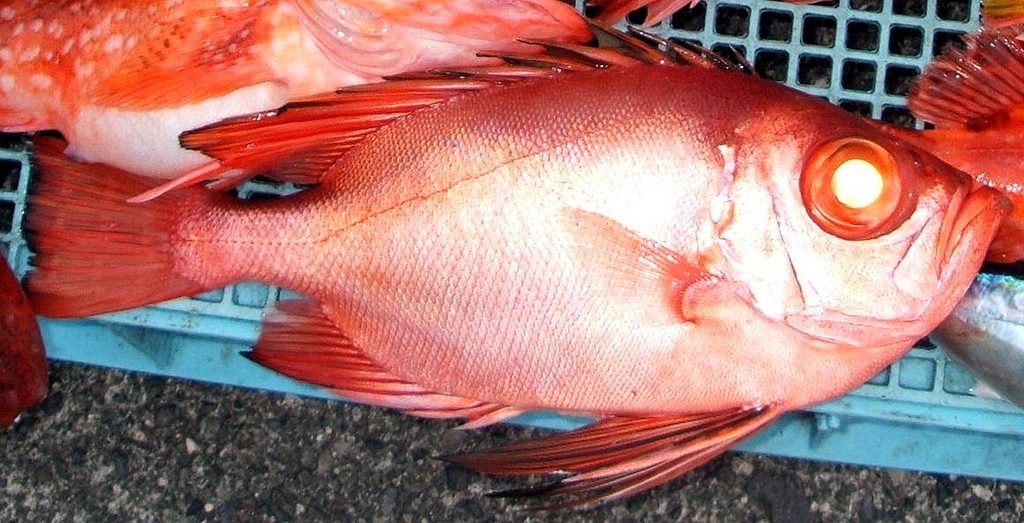
Cookeolus japonicus.